# 高カルシウム血症
高カルシウム血症（こうかるしうむけっしょう、英:hypercalcaemia, hypercalcemia）とは血液中のカルシウム濃度が正常の範囲を逸脱し、異常に高値を示す状態。骨や腎臓からのカルシウム再吸収の亢進、消化管からのカルシウム吸収の亢進により生じる。

## 臨床像
血液検査にて血清カルシウム濃度が12mg/dl以上で高カルシウム血症と診断され、14mg/dlまでは臨床症状を示さないが、それ以上で多飲多尿、元気消失、嘔吐、便秘、衰弱、せん妄などを示す。

## 人体におけるカルシウムの調節
血清のCa濃度は8.4〜10.2mg/dl程度の範囲に保たれている。正常値を10mg/dlとすると、そのうち4mg/dlはアルブミンと結合しており、1mg/dlはリンなど他のイオンと結合しており、5mg/dlがカルシウムイオンとして存在する。即ち、低アルブミン血症では見かけ上カルシウム濃度が低値になるため、補正した値をだす。補正Ca濃度＝Ca濃度 (mg/dl) + (4－Alb g/dl) である。我々は合計したCa濃度を測定しているが、生体内で活性があるのは通常は5mg/dlのカルシウムイオンのみであり、これらに調節機構が存在する。副甲状腺ホルモンとビタミンDはどちらかが不足しても低カルシウム血症に陥るため、必須のカルシウム上昇ホルモンである。カルシトニンは甲状腺で作られるカルシウム下降ホルモンである。

## 一般病棟でのスクリーニング
一般病院では血中カルシウム濃度を日常的に測定していないところもある。そのため心電図検査により得たQT時間の短縮所見によって高カルシウム血症を発見することがある。さらに稀になるが、低リン血症も溶血性貧血、横紋筋融解症、白血球機能異常を招き、死に至る場合がある。高カルシウム血症、低リン血症をスクリーニングできるように、たまにはCa、IPの測定をすることが望ましいと考えられる。特に、骨粗鬆症の治療のためなどでCa剤を投与している場合は尿中のCa、Crも測定することが望ましい。

## 腎性尿崩症の原因としての高カルシウム血症
高カルシウム血症は悪性腫瘍に合併したり、副甲状腺機能亢進症に合併したりする。症状としては悪心、嘔吐、中枢神経障害などが知られているが、これらの症状からは本疾患を疑うことはほとんどない。ただ、血液検査で計ってみないとわからないことが多い。特に気をつけることは高カルシウム血症は低カリウム血症と同様に腎性尿崩症の原因となることである。これは集合管におけるADH感受性が低下するためと考えられており、全身状態が悪いがん患者などでは、多尿によって容易に腎前性腎不全となり死にいたる。腎不全の原因がカルシウムを測定しなければ不明となってしまう恐ろしい病気である。糖尿病性昏睡では治療中カリウムの補正が足りないと容易に低カリウム血症となり、もともとの病態が脱水であるにもかかわらず、腎性尿崩症となり脱水が助長され死にいたることもある。悪性腫瘍の高カルシウム血症と糖尿病の低カリウム血症は腎性尿崩症によって患者を死に至らしめることがある非常に危険な電解質代謝異常である。